# Kouloudia
Kouloudia   è un comune del Ciad situata nel dipartimento di Doum-Doum, provincia del Lago.